# Liste der Baudenkmale in Munster
In der Liste der Baudenkmale in Munster sind alle Baudenkmale der niedersächsischen Gemeinde Munster (Landkreis Heidekreis) und den Ortsteilen Breloh, Ilster, Oerel, Töpingen und Trauen. Im Ortsteil Alvern befindet sich kein Baudenkmal. Die Quelle der  Baudenkmale ist der Denkmalatlas Niedersachsen. Der Stand der Liste ist der 15. November 2020.

## Baudenkmale in den Ortsteilen

### Breloh
Erste urkundliche Erwähnung 1291 im „Donatus“, dem Stadtbuch von Lüneburg
| Lage                                             | Bezeichnung              | Beschreibung | ID       | Bild |
| ------------------------------------------------ | ------------------------ | --- | -------- | ---- |
| Gustav-Meyer-Straße 101 53° 1′ 0″ N, 10° 5′ 7″ O | Wohn-/Wirtschaftsgebäude | Der Krusenhof grenzt direkt an den Truppenübungsplatz Munster. Das Wohnwirtschaftsgebäude des Hofes wurde im Jahre 1754 erbaut. | 32784244 |      |

### Ilster
Die Höfe im Ortsteil Ilster wurden erstmals 1374 erwähnt. Damals kaufte wahrscheinlich die Familie von dem Berge die Höfe. Die Siedlung gehört dem Kirchspiel Munster an. Von 1927 bis 1930 wurden zu den drei Höfen in knapp zwei Kilometer Entfernung zehn Siedlerstellen geschaffen. Diese Siedlung trägt den Namen Haus Ilster. Nach dem Zweiten Weltkrieg wurden weitere Wohnhäuser in der Nähe des Bahnüberganges erbaut (Bahn Ilster).
| Lage                                     | Bezeichnung     | Beschreibung | ID       | Bild |
| ---------------------------------------- | --------------- | ------------ | -------- | ---- |
| Dorf Ilster 1 53° 0′ 31″ N, 10° 2′ 51″ O | Treppenspeicher |              | 32784358 | BW   |

### Munster

#### Gruppe: Unnenkampsiedlung
Die Gruppe „Unnenkampsiedlung“ hat die ID 32686454.

| Lage                                    | Bezeichnung    | Beschreibung | ID       | Bild |
| --------------------------------------- | -------------- | ------------ | -------- | ---- |
| Parkende 1 52° 59′ 7″ N, 10° 6′ 27″ O   | Doppelwohnhaus |              | 32783862 |      |
| Parkende 2 52° 59′ 6″ N, 10° 6′ 28″ O   | Doppelwohnhaus |              | 32784969 |      |
| Parkende 2 52° 59′ 5″ N, 10° 6′ 27″ O   | Nebengebäude   |              | 32785489 | BW   |
| Parkende 3 52° 59′ 6″ N, 10° 6′ 29″ O   | Doppelwohnhaus |              | 32785062 |      |
| Parkende 4 52° 59′ 6″ N, 10° 6′ 31″ O   | Doppelwohnhaus |              | 32783656 |      |
| Parkende 4 52° 59′ 5″ N, 10° 6′ 28″ O   | Nebengebäude   |              | 32785529 | BW   |
| Unnenkamp 52° 59′ 5″ N, 10° 6′ 28″ O    | Sammelgarage   |              | 32784933 | BW   |
| Unnenkamp 1 52° 59′ 7″ N, 10° 6′ 23″ O  | Stall          |              | 32785167 | BW   |
| Unnenkamp 3 52° 59′ 7″ N, 10° 6′ 23″ O  | Stall          |              | 32785187 | BW   |
| Unnenkamp 1 52° 59′ 7″ N, 10° 6′ 25″ O  | Doppelwohnhaus |              | 32784404 |      |
| Unnenkamp 2 52° 59′ 7″ N, 10° 6′ 26″ O  | Doppelwohnhaus |              | 32783883 |      |
| Unnenkamp 3 52° 59′ 7″ N, 10° 6′ 24″ O  | Doppelwohnhaus |              | 32784425 |      |
| Unnenkamp 5 52° 59′ 6″ N, 10° 6′ 24″ O  | Doppelwohnhaus |              | 32785083 |      |
| Unnenkamp 7 52° 59′ 6″ N, 10° 6′ 24″ O  | Doppelwohnhaus |              | 32784067 |      |
| Unnenkamp 5 52° 59′ 6″ N, 10° 6′ 23″ O  | Stall          |              | 32785409 | BW   |
| Unnenkamp 7 52° 59′ 6″ N, 10° 6′ 23″ O  | Stall          |              | 32785389 | BW   |
| Unnenkamp 9 52° 59′ 4″ N, 10° 6′ 24″ O  | Doppelwohnhaus |              | 32783700 |      |
| Unnenkamp 11 52° 59′ 4″ N, 10° 6′ 25″ O | Doppelwohnhaus |              | 32686454 |      |
| Unnenkamp 9 52° 59′ 4″ N, 10° 6′ 24″ O  | Stall          |              | 32785147 | BW   |
| Unnenkamp 11 52° 59′ 4″ N, 10° 6′ 24″ O | Stall          |              | 32785127 | BW   |
| Unnenkamp 13 52° 59′ 3″ N, 10° 6′ 26″ O | Doppelwohnhaus |              | 2784753  |      |
| Unnenkamp 15 52° 59′ 3″ N, 10° 6′ 26″ O | Doppelwohnhaus |              | 32783612 |      |
| Unnenkamp 13 52° 59′ 3″ N, 10° 6′ 26″ O | Stall          |              | 32785729 | BW   |
| Unnenkamp 15 52° 59′ 3″ N, 10° 6′ 26″ O | Stall          |              | 32686454 | BW   |
| Unnenkamp 4 52° 59′ 5″ N, 10° 6′ 25″ O  | Doppelwohnhaus |              | 32784088 |      |
| Unnenkamp 6 52° 59′ 5″ N, 10° 6′ 25″ O  | Doppelwohnhaus |              | 32784109 |      |
| Unnenkamp 4 52° 59′ 5″ N, 10° 6′ 27″ O  | Stall          |              | 32785227 | BW   |
| Unnenkamp 6 52° 59′ 5″ N, 10° 6′ 27″ O  | Stall          |              | 32785369 | BW   |
| Unnenkamp 17 52° 59′ 3″ N, 10° 6′ 28″ O | Doppelwohnhaus |              | 32784266 |      |
| Unnenkamp 19 52° 59′ 3″ N, 10° 6′ 28″ O | Doppelwohnhaus |              | 32784287 |      |
| Unnenkamp 17 52° 59′ 3″ N, 10° 6′ 28″ O | Stall          |              | 32785689 | BW   |
| Unnenkamp 19 52° 59′ 3″ N, 10° 6′ 28″ O | Stall          |              | 32785709 | BW   |
| Unnenkamp 24 52° 59′ 4″ N, 10° 6′ 30″ O | Doppelwohnhaus |              | 32784891 |      |
| Unnenkamp 26 52° 59′ 5″ N, 10° 6′ 30″ O | Doppelwohnhaus |              | 32784912 |      |
| Unnenkamp 24 52° 59′ 5″ N, 10° 6′ 30″ O | Stall          |              | 32785329 | BW   |
| Unnenkamp 26 52° 59′ 5″ N, 10° 6′ 29″ O | Stall          |              | 32785349 | BW   |
| Unnenkamp 21 52° 59′ 3″ N, 10° 6′ 30″ O | Doppelwohnhaus |              | 32784446 |      |
| Unnenkamp 23 52° 59′ 3″ N, 10° 6′ 30″ O | Doppelwohnhaus |              | 32784466 |      |
| Unnenkamp 25 52° 59′ 5″ N, 10° 6′ 32″ O | Doppelwohnhaus |              | 32784486 |      |
| Unnenkamp 27 52° 59′ 5″ N, 10° 6′ 32″ O | Doppelwohnhaus |              | 32784774 |      |
| Unnenkamp 25 52° 59′ 5″ N, 10° 6′ 33″ O | Stall          |              | 32785207 | BW   |
| Unnenkamp 27 52° 59′ 5″ N, 10° 6′ 33″ O | Stall          |              | 32785309 | BW   |
| Unnenkamp 28 52° 59′ 6″ N, 10° 6′ 31″ O | Doppelwohnhaus |              | 32783679 |      |

#### Gruppe: Kirche mit Glockenturm, Munster
Die Gruppe „Kirche mit Glockenturm, Munster“ hat die ID 32686429.

| Lage                                      | Bezeichnung | Beschreibung         | ID       | Bild           |
| ----------------------------------------- | ----------- | -------------------- | -------- | -------------- |
| Kirchgarten 14 52° 59′ 5″ N, 10° 5′ 38″ O | Kirche      | St. Urbani (Munster) | 32784200 | Weitere Bilder |
| Kirchgarten 14 52° 59′ 5″ N, 10° 5′ 38″ O | Glockenturm | St. Urbani (Munster) | 32784223 |                |

#### Einzelbaudenkmale
| Lage                                                     | Bezeichnung              | Beschreibung | ID       | Bild |
| -------------------------------------------------------- | ------------------------ | ------------ | -------- | ---- |
| Am Süllberg 52° 59′ 15″ N, 10° 5′ 29″ O                  | Kriegerdenkmal           |              | 32784154 |      |
| Dr.-G.-Winkelmann-Weg 52° 59′ 44″ N, 10° 5′ 8″ O         | Brücke                   |              | 32784795 | BW   |
| Friedrich-Heinrich-Platz 1 52° 59′ 6″ N, 10° 5′ 23″ O    | Hotel                    |              | 32784507 |      |
| Kirchgarten 2 52° 59′ 7″ N, 10° 5′ 27″ O                 | Wohn-/Wirtschaftsgebäude |              | 32784577 |      |
| Lüneburger Straße 5 52° 59′ 9″ N, 10° 5′ 28″ O           | Wassermühle              |              | 32784669 |      |
| Uelzener Straße 5 52° 59′ 0″ N, 10° 5′ 24″ O             | Treppenspeicher          |              | 32784531 | BW   |
| Uelzener Straße 13 52° 58′ 56″ N, 10° 5′ 30″ O           | Treppenspeicher          |              | 32784554 | BW   |
| Wilhelm-Bockelmann-Straße 10 52° 59′ 10″ N, 10° 5′ 18″ O | Wohnhaus                 |              | 32784177 | BW   |
| Wilhelm-Bockelmann-Straße 10 52° 59′ 10″ N, 10° 5′ 16″ O | Treppenspeicher          |              | 32784645 | BW   |
| Zum Schützenwald 45 52° 58′ 51″ N, 10° 4′ 50″ O          | Friedhof                 |              | 32784821 | BW   |
| Zum Schützenwald 45 52° 58′ 53″ N, 10° 4′ 44″ O          | Kriegerdenkmal           |              | 32785015 | BW   |

### Oerrel
| Lage                                                | Bezeichnung | Beschreibung | ID       | Bild |
| --------------------------------------------------- | ----------- | ------------ | -------- | ---- |
| An der kleinen Örtze 3 52° 57′ 18″ N, 10° 10′ 50″ O | Jagdhaus    | Baujahr 1906 | 32784622 |      |

### Töpingen
| Lage                                  | Bezeichnung     | Beschreibung | ID       | Bild |
| ------------------------------------- | --------------- | ------------ | -------- | ---- |
| Töpingen 3 53° 1′ 45″ N, 10° 0′ 3″ O  | Treppenspeicher |              | 32784735 | BW   |
| Töpingen 3 53° 1′ 45″ N, 10° 0′ 2″ O  | Treppenspeicher |              | 32784717 | BW   |
| Töpingen 5 53° 1′ 44″ N, 9° 59′ 48″ O | Treppenspeicher |              | 32784381 | BW   |
| Töpingen 7 53° 1′ 41″ N, 10° 0′ 19″ O | Treppenspeicher |              | 32785039 | BW   |

### Trauen
| Lage                                         | Bezeichnung     | Beschreibung | ID        | Bild |
| -------------------------------------------- | --------------- | ------------ | --------- | ---- |
| Celler Straße 40 52° 55′ 41″ N, 10° 8′ 17″ O | Treppenspeicher |              | 32784020  | BW   |
| Kreutzen 19 52° 55′ 4″ N, 10° 7′ 38″ O       | Treppenspeicher |              | 32783633  |      |
| Kreutzen 23 52° 55′ 3″ N, 10° 7′ 31″ O       | Treppenspeicher |              | 32783767  |      |
| Kreutzen 23 52° 55′ 3″ N, 10° 7′ 29″ O       | Treppenspeicher |              | 332783742 |      |